# Nikolaj Vladimirovič Tichonov
Nikolaj Vladimirovič Tichonov (rusky Николай Владимирович Тихонов; * 23. května 1982, Novomoskovsk, RSFSR, SSSR) byl od roku 2006 do roku 2020 ruský kosmonaut, původně inženýr společnosti RKK Energija. Od roku 2015 se připravoval na let na Mezinárodní vesmírnou stanici (ISS) jako člen Expedice 51/52, roku 2016 však byl z posádky vyřazen. Později byl zařazen do posádky pro Expedice 62/63, ale v únoru 2020 byl z posádky vyřazen ze zdravotních důvodů a v červenci opustil oddíl kosmonautů. Do vesmíru tak nikdy neletěl.

## Život

### Mládí, inženýr
Narodil se ve městě Novomoskovsk v Tulské oblasti Sovětského svazu. Jeho otec byl vojákem a rodina se proto často stěhovala, do první třídy chodil na kosmodromu Pleseck. Zajímal se techniku, na vysokou školu – Moskevský letecký institut – byl přijat bez přijímacích zkoušek jako vítěz konkursu „Kosmos“. Institut absolvoval roku 2005 v oboru letectví a kosmonautika, poté začal pracovat jako inženýr v kosmické společnosti RKK Energija.

### Kosmonaut
Už od roku 2004, ještě jako student, procházel lékařskou komisí, přihlásil se do náboru kosmonautů roku 2006 a prošel, dne 8. srpna 2006 získal doporučení Státní meziresortní komise k zařazení do oddílu kosmonautů RKK Energija (společně s Jelenou Serovovou). Byl zařazen do oddílu kosmonautů RKK Energija (jako kandidát na kosmonauta, od 10. srpna 2009 jako zkušební kosmonaut), absolvoval dvouletou všeobecnou kosmickou přípravu a 9. června 2009 získal kvalifikaci zkušební kosmonaut. V souvislosti se sjednocením ruských oddílů kosmonautů odešel z Energije a od 22. ledna 2011 je kosmonautem v oddílu Střediska přípravy komsonautů Roskosmosu.
V září roku 2012 v rámci programu CAVES Evropské kosmické agentury strávil s dalšími pěti kosmonauty Andrewem Feustelem, Andreasem Mogensenem, Sóičim Nogučim, Michaelem Finckem a Davidem Saint-Jacquesem šest dní v jeskyni na Sardini.
V letech 2012–2014 pracoval ve Středisku řízení letů jako hlavní operátor, účastnil se předstartovní přípravy přistávacích modulů lodí Sojuz.
V červnu 2015 byl, s Alexandrem Misurkinem a Markem Vande Hei vybrán jako člen Expedice 51/52 na Mezinárodní vesmírnou stanici (ISS). Posádka zahájila společnou přípravu, do vesmíru měli vzlétnout v březnu 2017 v lodi Sojuz MS-04. Trojice byla současně záložní pro Sojuz MS-02 a Expedice 49/50. V srpnu 2015 složení posádky Sojuzu MS-04 oficiálně potvrdila NASA.
V září 2016 Roskosmos oznámil, že do připojení modulu Nauka k ISS bude velikost posádky ruského segmentu ISS snížena ze tří na dva kosmonauty, v souvislosti s tímto řešením byly změněny sestavy expedic a Tichonov vypadl z posádky Sojuzu MS-04 a Expedice 51/52. Roku 2017 byl jmenován do posádky Sojuzu MS-10, následující rok ho posunuli na Sojuz MS-15, koncem roku 2018 bylo i to změněno a nakonec dostal místo velitele lodi Sojuz MS-16 se startem v dubnu 2020, jako člen Expedice 62/63. Dne 19. února 2020 agentura Roskomos oznámila změnu hlavní posádky kvůli zdravotnímu problému. Tichonova nahradil Anatolij Ivanišin.
Středisko přípravy kosmonautů 31. července 2020 oznámilo, že Tichonov v souvislosti s novými údaji o svém zdravotním stavu odešel z oddílu kosmonautů.

### Osobní život
Nikolaj Tichonov je od roku 2008 ženatý, má dceru a syna.